# Разъезд 71 (Забайкальский край)
Разъезд 71 — населённый пункт (тип: железнодорожный разъезд) в муниципальном районе «Могойтуйский район» Агинского Бурятского округа в Забайкальском крае Российской Федерации. Входит в сельское поселение «Хила».

## География
Железнодорожный разъезд расположен участке железной дороги Тарская — Забайкальск, в 10 км к югу от посёлка при станции Ага, и 2 км к северо-востоку от села Бильчиртуй.
Климат
характеризуется как резко континентальный с умеренно жарким летом и продолжительной морозной малоснежной зимой. Средняя температура воздуха самого холодного месяца (января) составляет −22 — −26 °C; самого тёплого месяца (июля) — 18-20 °C. Также наблюдаются большие перепады сезонных и суточных температур, недостаточная увлажненность, большая сухость воздуха и значительное число солнечных дней в году. Вегетационный период 150 дней и более

## История
Основано в конце XIX века.

## Население
- по Всесоюзной переписи населения СССР 1989 года — 55 человек;
- по Всероссийской переписи населения 2002 года — 73 человека.

| 1989 | 2002 | 2010 | 2021 |
| ---- | ---- | ---- | ---- |
| 55   | ↗73  | →73  | ↘67  |

национальный состав
Согласно результатам переписи 2002 года, в национальной структуре населения русские составляли 97 % от 73 чел..

## Инфраструктура
Путевое хозяйство.

## Транспорт
Через населённый пункт проходит участок железной дороги Тарская — Забайкальск.